# Toda Uma Vida
Toda Uma Vida (Toute Une Vie, no original em francês) é uma coprodução franco/italiana de 1974, do gênero drama, dirigida por Claude Lelouch e estrelado por Marthe Keller e André Dussollier.
Homenagem do diretor Lelouch "à vida, ao amor e ao século XX",
o filme é ambientado em três diferentes momentos daquele século. Para cada um desses momentos, Lelouch procura usar as técnicas de filmagens associadas a ele.

## Sinopse
Três histórias de amor, cada uma passada em uma época do século XX. Elas envolvem um filho de cinegrafista que sobrevive aos horrores de um campo de concentração durante a Segunda Guerra e sua filha, que se casa com um biltre que alcança a redenção ao tornar-se realizador de filmes em Nova Iorque.

## Principais premiações
| Patrocinador                                            | Prêmio       | Categoria                          | Situação |
| ------------------------------------------------------- | ------------ | ---------------------------------- | -------- |
| Academia de Artes e Ciências Cinematográficas           | Oscar        | Melhor Roteiro Original            | Indicado |
| Associação de Correspondentes Estrangeiros de Hollywood | Golden Globe | Melhor Filme em Língua Estrangeira | Indicado |

## Elenco
| Ator/Atriz       | Personagem                                  |
| ---------------- | ------------------------------------------- |
| Marthe Keller    | Sarah / Sua mãe / Sua Avó                   |
| André Dussollier | Simon                                       |
| Charles Denner   | Pai de Sarah / David Goldman / Avô de Sarah |
| Carla Gravina    | Amiga italiana de Sarah                     |
| Charles Gérard   | Amigo de Simon                              |
| Gilbert Bécaud   | Gilbert Bécaud                              |
| Sam Letrône      | Proprietário do restaurante                 |
| Daniel Boulanger | General                                     |
| André Falcon     | Advogado                                    |
| Nathalie Courval | Esposa do advogado                          |
| Judith Magre     | Mãe de David Goldman                        |